# Dead Eyes
Dead Eyes è un singolo del rapper canadese Powfu pubblicato l'8 novembre 2019.

## Tracce
1. Dead Eyes – 3:39